# Justinijan I. Veliki
Justinijan I. Veliki (lat. Flavius Petrus Sabbatius Iustinianus, grč. Φλάβιος Πέτρος Σαββάτιος Ἰουστινιανός, Flávios Pétros Sabbátios Ioustinianós) (Tauresium, Dardanija (današnji Taor, blizu Skoplja, Makedonija), 11. svibnja 483. – Konstantinopol, 14. studenog 565.), car Istočnog Rimskog Carstva (Bizanta) od 1. kolovoza 527. do svoje smrti 565. Jedan je od najmoćnijih bizantskih careva za čije je vladavine bilo gotovo restaurirano antičko Rimsko Carstvo na istoku i zapadu. Vratio je pod carsku vlast i sam grad Rim, a veliku zadaću obnove nekadašnjeg Rimskog Carstva ostvario je osvajanjem Sjeverne Afrike, Italije i krajnjeg juga Španjolske uz značajnu pomoć Belizara i Narzesa, dvojice sposobnih vojskovođa.
Znamenit je i po opsežnoj kodifikaciji rimskog prava u "Zborniku civilnog prava" (lat. Corpus iuris civilis), ali i po gradnji monumentalnih građevina, među kojima se ističe bazilika sv. Sofije u Konstantinopolu, današnjem Istanbulu.

## Životopis

### Uspon na vlast i pobuna Nike
Nećak je i nasljednik cara Justina I. (518. – 527.). Došavši na prijestolje, težio je uspostaviti nekadašnje jedinstvo Rimskog Carstva, kojemu će središte biti Carigrad. Za ostvarenje toga cilja izabrao je dvojicu sposobnih vojskovođa, Belizara i Narzesa, kao i pravnika Tribonijana te prefekta pretorija Ivana Kapadokijskog, koji je vodio financije.
Osim sposobnih generala svakako je važno spomenuti i Justinijanovu ženu caricu Teodoru, kojoj Justinijan može zahvaliti većinu uspjeha koje je postigao za vrijeme svog carevanja. Teodora se aktivno bavila politikom carstva, a posebno se kao dostojan suvladar pokazala kad je ugušila pobunu Nika 532. godine. Pobuna je izbila zbog visokih poreza koje je car nametnuo narodu kako bi financirao česte ratove, a pobunu su organizirale dvije strane "Plavi" i "Zeleni" te se ona uskoro proširila na šire slojeve građana. Ime pobune proizlazi iz povika  "Pobjeda!" (grč. Nika). Do sukoba je došlo kada se narod okupio na carigradskom hipodromu, a treći dan pobune pobunjenici su počeli jurišati na carsku palaču u želji da svrgnu cara Justinijana i njegovu suprugu Teodoru. U ključnom momentu kad je Justinijan već namjeravao abdicirati, Teodora je zapovijedila carskom generalu Belizaru da napadne pobunjenike na hipodromu i brutalno uguši ustanak. Došlo je do strahovitog pokolja u kojem je u jedno poslijepodne oko 50.000 stanovnika izgubilo život. Ovim činom obranjena je carska vlast Justinijana I. i njegove carice Teodore zahvaljujući upravo njezinoj hladnokrvnosti i odlučnosti.

### Obnova jedinstvenog Rimskog Carstva
6. stoljeće donijelo je prekretnicu u razvitku Bizanta. Kad je 527. g. stupio na carsko prijestolje, Justinijan I. naslijedio je administracijski sređeno i upravno organizirano Carstvo, jaku vojnu silu i prepunu državnu blagajnu. To će mu omogućiti da pokrene tzv. “Bizantsku ili Justinijanovu rekonkvistu” u kojoj je do 565. g. tj. do godine svoje smrti uspio srušiti dvije barbarske države (Vandalsku, Ostrogotsku) te proširiti bizantsku vlast na cijeli Ilirik, Italiju, Sjevernu Afriku i jugoistok Španjolske. Ove uspjehe mogao je zahvaliti svojim sposobnim generalima Belizaru, Mundusu i Narzesu.
Godine 534. vojskovođa Belizar je s ukupno osmanaestak tisuća vojnika pokorio vandalsku državu u Africi i pretvorio je u bizantsku provinciju. Već sljedeće godine poduzeo je vojni pohod na ostrogotsko kraljevstvo sa središtem u Italiji. Poslao je jedan dio vojske da zauzme Dalmaciju i nastavi prema Italiji, a sam je preko Sicilije prodro u Italiju i zauzeo Napulj i Rim. Međutim, tek tada je započeo težak sukob između bizantske vojske i Ostrogota. Nakon što je izdržao dugu opsadu Rima, Belizar se krajnjim naporom probio na sjever, osvojio Ravennu i zarobio hrabrog ostrogotskog kralja Vitigisa kojeg je 540. godine odveo kao zarobljenika u Carigrad. Vandali su se uskoro oporavili pod vodstvom Totile nakon čega je uslijedila njihova grčevita borba protiv bizantske vladavine. Tijekom sukoba, Belizar je pretrpio više poraza i došao u nezavidan položaj, a ostrogotski otpor uspio je skršiti tek vojskovođa Narzes nakon dugog i napornog ratovanja. Godine 555. čitava Italija bila je osvojena i u sastavu Bizantskog Carstva. Po povratku istočnorimske vlasti u Italiji, vraćene su povlastice staroj veleposjedničkoj aristokraciji i uspostavljeni stari društveno-gospodarski odnosi.
Godine 554. bizantska vojska umiješala se u spor na Iberijskom poluotoku te je osvojila znatan dio Hispanije koji se bio nalazio pod vlašću Vizigota. Tim osvajanjima obnovljen je veliki dio nekadašnjeg Rimskog Carstva na zapadu te je sada u vlasti Bizanta bila čitava Italija, najveći dio sjeverne Afrike, dio Hispanije i sredozemni otoci.

### Naličje osvajačkih pohoda
Osvajački su napori iscrpili snage zemlje i oslabili njezine pozicije na Istoku pa se Justinijan morao 532. godine obvezati na plaćanje danka Perzijancima. Međutim, već je 540. godine perzijski car Hozroje I. Anuširvan pogazio sklopljeni mir, provalio u Siriju, razorio Antiohiju i probio se do obale mora. Na sjeveru je perzijska vojska opustošila Armeniju i Iberiju čime su Perzijanci zavladali područjem Lazike na istočnoj obali Crnog mora. Kasnije je Justinijan uspio obnoviti primirje i pristao na plaćanje većeg danka, a tek je 562. godine uspio ostvariti čvrsti mir s Perzijom i dobiti Laziku natrag.
Istovremeno, ratovi na zapadu ugrozili su granicu na Dunavu, što je rezultiralo provalom Slavena na bizantsko područje, odnosno na Balkan. Zbog velikih osvajačkih ratova poduzetih u Italiji i Africi, Carstvo nije imalo snage obraniti balkansko područje od nasrtaja slavenskih plemena.

## Arhitektura i administracija
U pobuni Nike 532. godine bila je, među ostalim, uništena i stara crkva Svete Mudrosti (Hagia Sofia), pa su se Justinijan i Teodora dali u gradnju nove bazilike, svojom veličinom dostojne središta Carstva. Glavni arhitekti ovog velebnog zdanja bili su Antemije iz Trala i Izidor iz Mileta. Gradnja je trajala od 532. g. do 537. godine kada je posvećena. Međutim oko 550. godine bila je prilično devastirana u potresu pa je gotovo nanovo građena kada joj je dodana kupola. Nakon turskog osvajanja Carigrada 1453. godine Hagia Sofia je pretvorena u džamiju Aja Sofiju, a danas se u njoj nalazi muzej.
Osim graditeljske djelatnosti, važno je spomenuti i Justinijanovu zakonodavno-pravnu djelatnost. On se uz pomoć svojih suradnika Trebonijana i gradskog prefekta Ivana Kapadokijskog upustio u kodifikaciju rimskog prava. Tako su izdana četiri važna pravna djela: Institutiones, Digesta ili Pandekta, Justinijanov kodeks i Novellae. Zbornik ovih djela sačinjava Corpus Iuris Civilis – zbornik rimskog prava.

## Religija
Justinijan je podvrgnuo Crkvu u potpunosti svojem utjecaju te je samovoljno postavljao i razriješavao biskupe i druge crkvene starješine. Nastojao je uspostaviti vjersko jedinstvo u Rimskom Carstvu i oštro se suprotstavljao herezama, poput arijanstva. Kao veliki zagovornik kršćanske vjere, progonio je pogane, zabranjivao im rad i ukidao poganske ustanove. Tako je 529. godine zatvorio Platonovu Akademiju u Ateni, središte poganskoga novoplatonizma, čime je nakon mnogo stoljeća bio zauvijek ugašen duh antičke kulture i civilizacije.

## Justinijanova kuga
U razdoblju 541. – 542. godine, izbila je u Carstvu pandemija bubonske kuge. Za vrijeme haranja velike epidemije kuge, Justinijan se također zarazio. Pripadao je rijetkima koji su preboljeli tu opaku bolest. Stoljećima kasnije su povjesničari tu epidemiju nazvali po Justinijanu, Justinijanova kuga.

## Svila
Dva su redovnika uspjela iz Sogdijane prokrijumčarili jajašca ili ličinke dudovog svilca u zamjenu za njegova velikodušna, ali nepoznata obećanja. Time je Bizantsko Carstvo dobilo monopol nad svilom u Europi.